# Vlasdolik
De vlasdolik (Lolium remotum) is een eenjarig, tot 60 cm groot wordend gras. De Vlasdolik dankt de naam aan haar aanwezigheid op de vlas- en serradelle-akkers.
Het geelgroene gras heeft dunne, zwakke min of meer rechtopstaande stengels, die bovenaan ruw zijn. De bladscheden zijn glad, de bladschijven 2-3 mm breed, vlak, glad maar soms ruw.
De 7-10 mm lange aartjes zijn 4-8-bloemig, heldergroen, staan boven dicht bijeen, beneden verder uiteen. Het kelkkafje is korter dan het aartje, maar tweemaal zo lang als het er naast staande kroonkafje.
De kroonkafjes hebben meestal geen naalden.
De verwante dolik (Lolium temulentum) heeft langere aartjes (tot 25 mm) en 15-30 cm lange kelkkafjes.
Het zaad wordt nogal eens besmet door de roestzwam en is dan zeer giftig; het bevat dan het gif temulin.
Enkele doliksoorten, bijvoorbeeld Engels raaigras (Lolium perenne) of Italiaans raaigras (Lolium multiflorum) worden vaak op weiden ingezaaid.
De soort is verdwenen uit Nederland, Vlaanderen en het Brussels Gewest.